# Rock the House Live!
Rock the House Live! — концертный альбом американо-канадской рок-группы Heart, выпущенный 5 октября 1991 года.

## Об альбоме
Диск был записан во время выступления группы 28 ноября 1990 года на стадионе Centrum (сейчас DCU Center) в Вустере, Массачусетс. Это выступление было частью тура в поддержку альбома Brigade, выпущенного в марте 1990 года. После выпуска этого альбома в карьере группы произошёл резкий спад после сверхуспешного периода, начавшегося в 1985 году с выхода альбома Heart. Несмотря на это, альбом всё же достиг 107-й строчки чарта Billboard Top Pop Albums.

## Список композиций
| №   | Название                       | Автор(ы)                                                                     | Длительность |
| --- | ------------------------------ | ---------------------------------------------------------------------------- | ------------ |
| 1.  | «Wild Child»                   | Роберт Джон «Матт» Ланг, Крейг Джойнер, Энтони Митман                        | 5:20         |
| 2.  | «Fallen from Grace»            | Сэмми Хагар, Дэнни Кармасси, Джесси Хармс                                    | 4:26         |
| 3.  | «Call of the Wild»             | Энн Уилсон, Нэнси Уилсон, Говард Лизи, Марк Андес, Дэнни Кармасси, Сью Эннис | 4:31         |
| 4.  | «How Can I Refuse»             | Энн Уилсон, Нэнси Уилсон, Марк Андес, Говард Лизи, Дэнни Кармасси, Сью Эннис | 5:04         |
| 5.  | «Shell Shock»                  | Энн Уилсон, Нэнси Уилсон, Говард Лизи, Марк Андес, Дэнни Кармасси, Сью Эннис | 4:15         |
| 6.  | «Love Alive»                   | Энн Уилсон, Нэнси Уилсон, Роджер Фишер                                       | 5:29         |
| 7.  | «Under the Sky»                | Энн Уилсон, Нэнси Уилсон, Сью Эннис                                          | 3:05         |
| 8.  | «The Night»                    | Сэмми Хагар, Энн Уилсон, Нэнси Уилсон, Дэнни Кармасси                        | 6:51         |
| 9.  | «Tall, Dark Handsome Stranger» | Холли Найт, Альберт Хаммонд                                                  | 3:56         |
| 10. | «If Looks Could Kill»          | Джек Конрад, Боб Гарретт                                                     | 3:36         |
| 11. | «Who Will You Run To»          | Дайан Уоррен                                                                 | 4:17         |
| 12. | «You’re the Voice»             | Энди Кунта, Кит Рид, Мэгги Райдер, Крис Томпсон                              | 5:59         |
| 13. | «The Way Back Machine»         | Говард Лизи                                                                  | 0:57         |
| 14. | «Barracuda»                    | Энн Уилсон, Нэнси Уилсон, Роджер Фишер, Майкл Дерозьер                       | 4:52         |

## Участники записи
Список составлен по сведениям базы данных Discogs.

| Heart: - Энн Уилсон — ведущий вокал, флейта, автоарфа - Нэнси Уилсон — бэк-вокал, гитары (акустическая, электрическая и резонаторная), губная гармошка, мандолина - Говард Лизи — соло-гитара, клавишные, мандолина, бэк-вокал - Марк Андес — бас-гитара, 12-струнная акустическая гитара, бэк-вокал - Дэнни Кармасси — барабаны Технический персонал: - Heart — музыкальный продюсер - Ричард Эрвин — музыкальный продюсер, концертный звукорежиссёр - Дэвид Хьюитт — концертный звукоинженер - Фил Гитомер — концертный звукоинженер | Технический персонал: - Шон Уэбб — концертный звукоинженер - Роджер Бинетт — концертный звукоинженер - Стэнли Джонстон — инженер постпроизводства - Майк Клинк — инженер микширования - Эд Такер — инженер микширования - Джефф По — ассистент инженера микширования - Томми Стил — арт-директор - Норман Мур — арт-директор, дизайнер - Филип Солтонстолл — фотограф |

## Позиции в хит-парадах
Еженедельные чарты:
| Год       | Хит-парад                        | Высшая позиция | Пребывание |
| --------- | -------------------------------- | -------------- | ---------- |
| 1991—1992 | Великобритания (UK Albums Chart) | 45             | 2 недели   |
| 1991—1992 | Канада (RPM Albums Chart)        | 63             | 15 недель  |
| 1991—1992 | США (Billboard Top Pop Albums)   | 107            | 7 недель   |
| 1991—1992 | Япония (Oricon)                  | 49             | нет данных |